# Обербипп
Обербип (нем. Oberbipp) — коммуна в Швейцарии, в кантоне Берн. 
Входит в состав округа Ванген. Население составляет 1503 человека (на 31 декабря 2006 года). Официальный код — 0983.

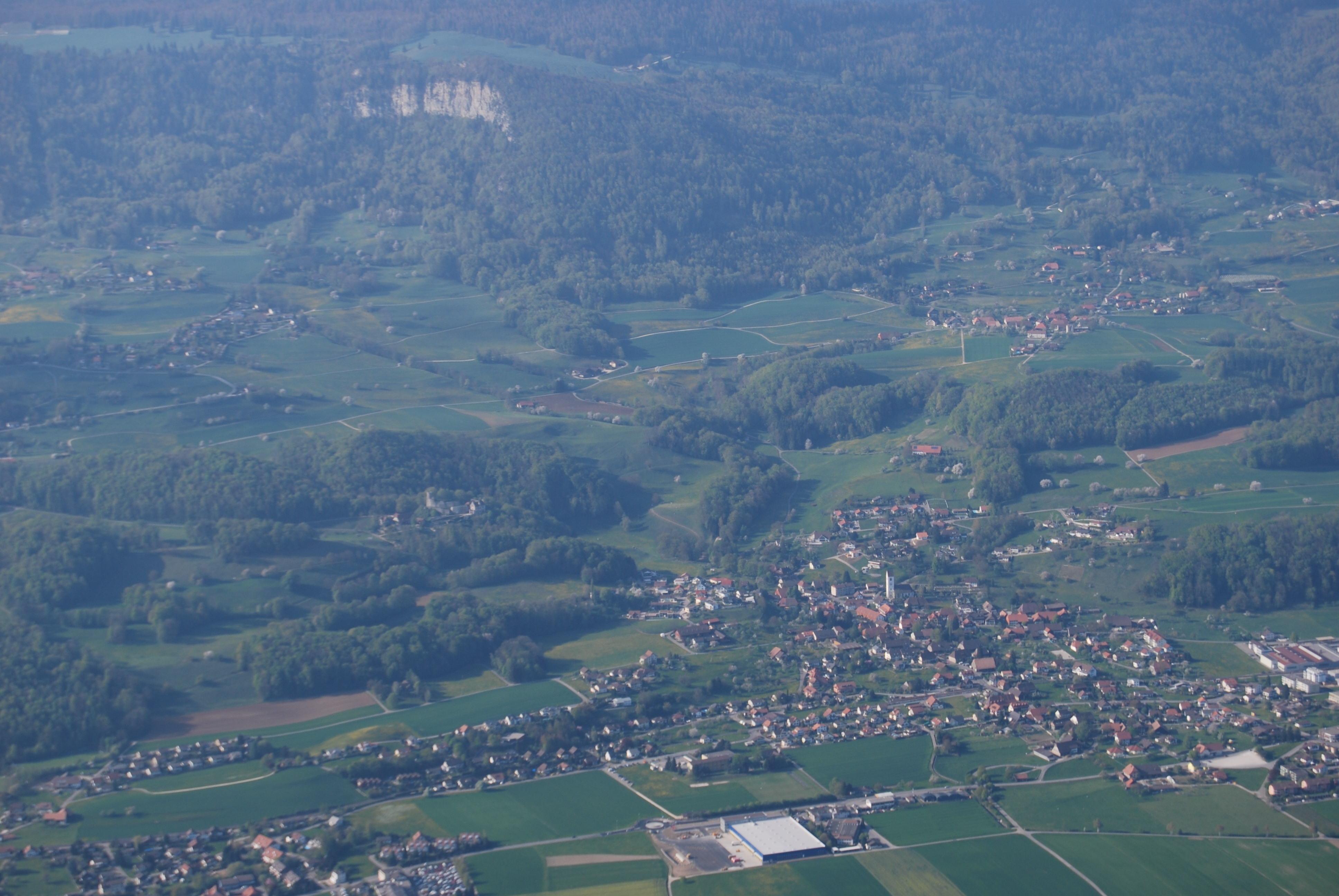
Обербип

## Города-партнеры
- Упице - Чехия